# Víllora
Víllora ist ein Ort und eine zentralspanische Gemeinde (municipio) mit 127 Einwohnern (Stand: 2024) im Norden der Provinz Cuenca in der Autonomen Region Kastilien-La Mancha. 

## Lage und Klima
Víllora liegt auf der Westseite des Iberischen Gebirges in einer Höhe von ca. 895 m. Die Provinzhauptstadt Cuenca befindet sich gut 58 Kilometer (Fahrtstrecke) nordwestlich. Das Klima im Winter ist gemäßigt, im Sommer dagegen warm bis heiß. Regen (443 mm/Jahr) fällt das ganze Jahr über.

## Bevölkerungsentwicklung
| Jahr      | 1970 | 1981 | 1991 | 2001 | 2011 | 2021 |
| Einwohner | 471  | 374  | 277  | 181  | 163  | 119  |

## Sehenswürdigkeiten
- Reste der Burg von Víllora (Albarranaturm)
- Kirche Mariä Himmelfahrt

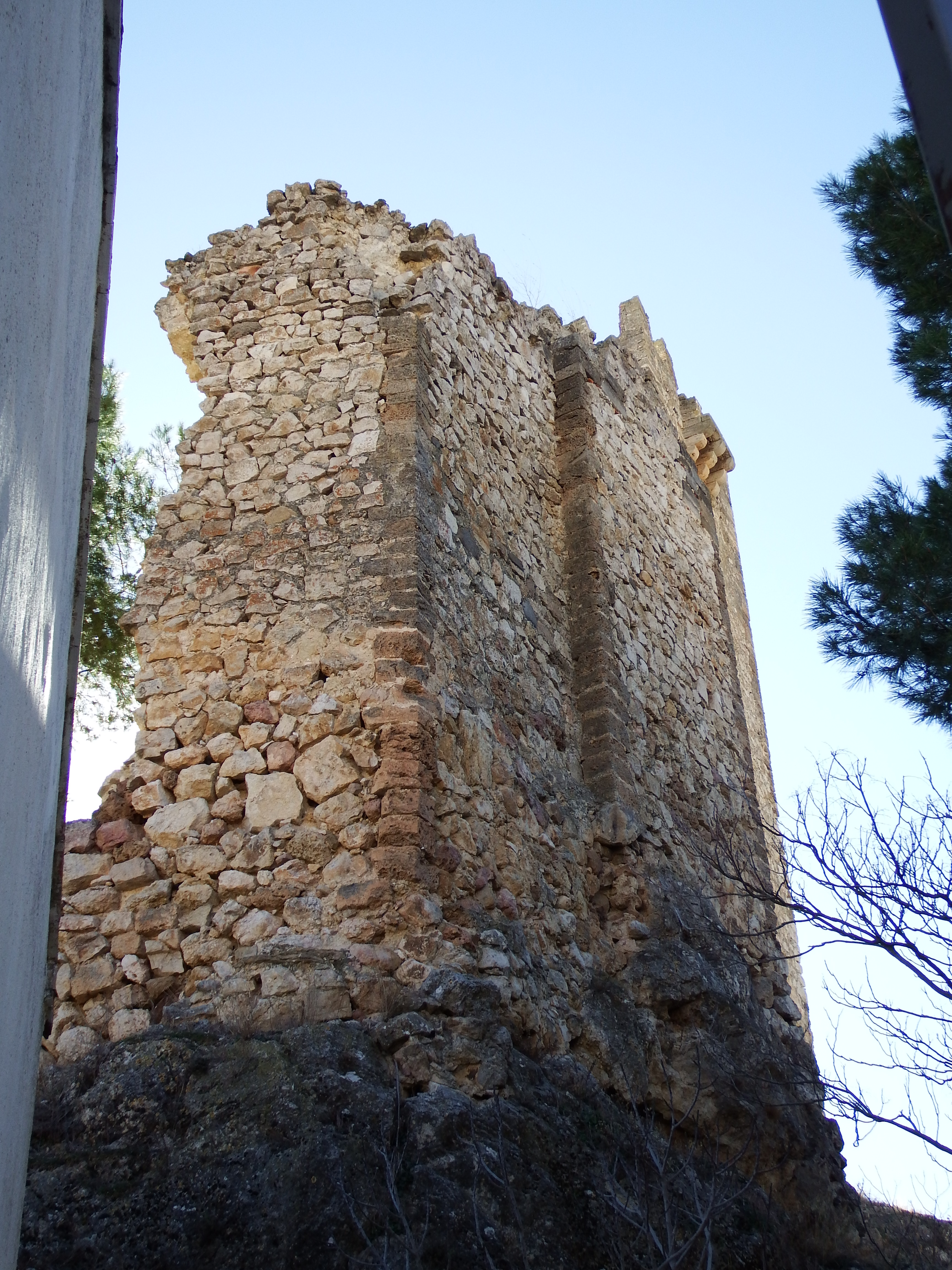
Burgreste
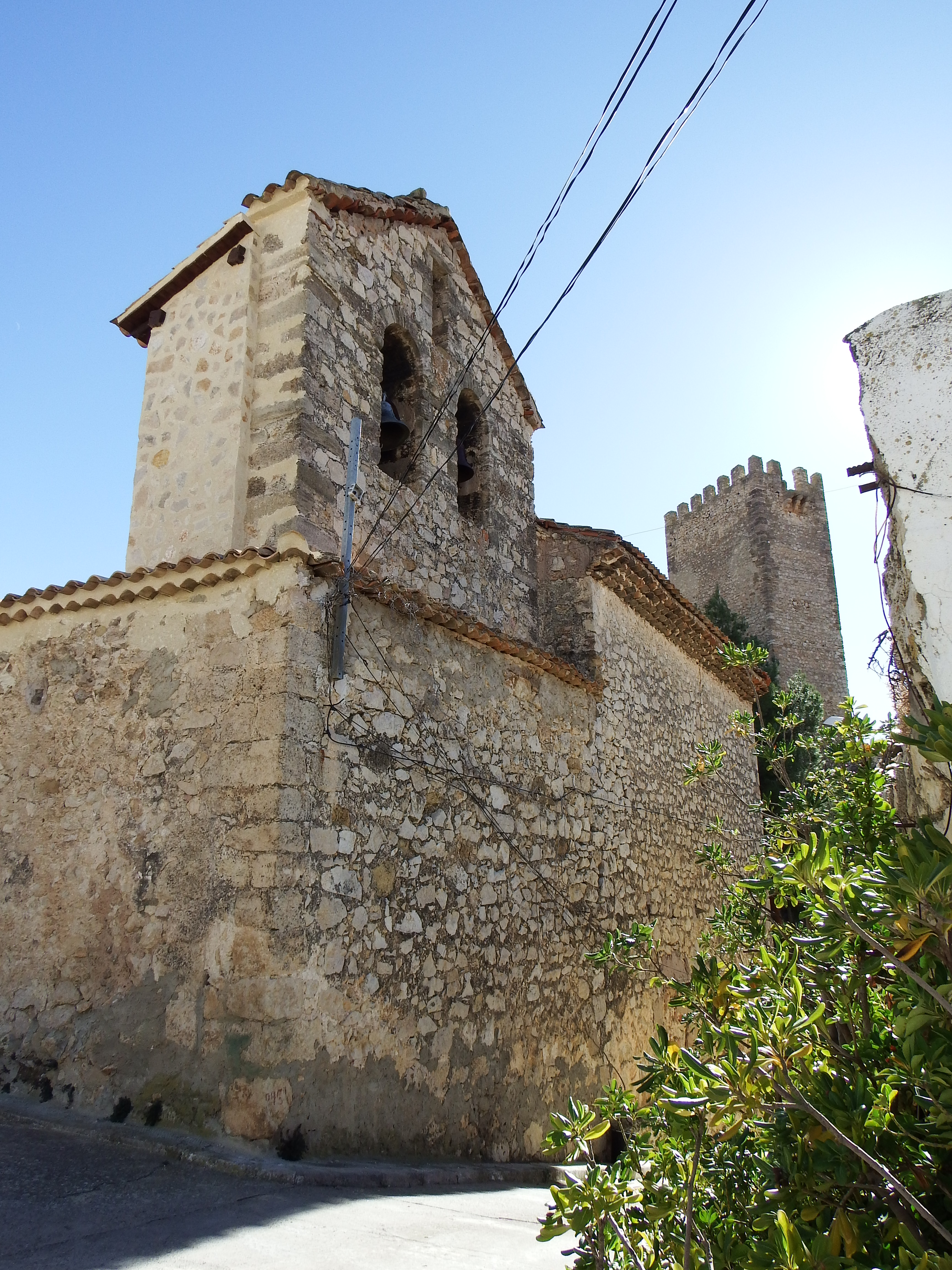
Kirche Mariä Himmelfahrt
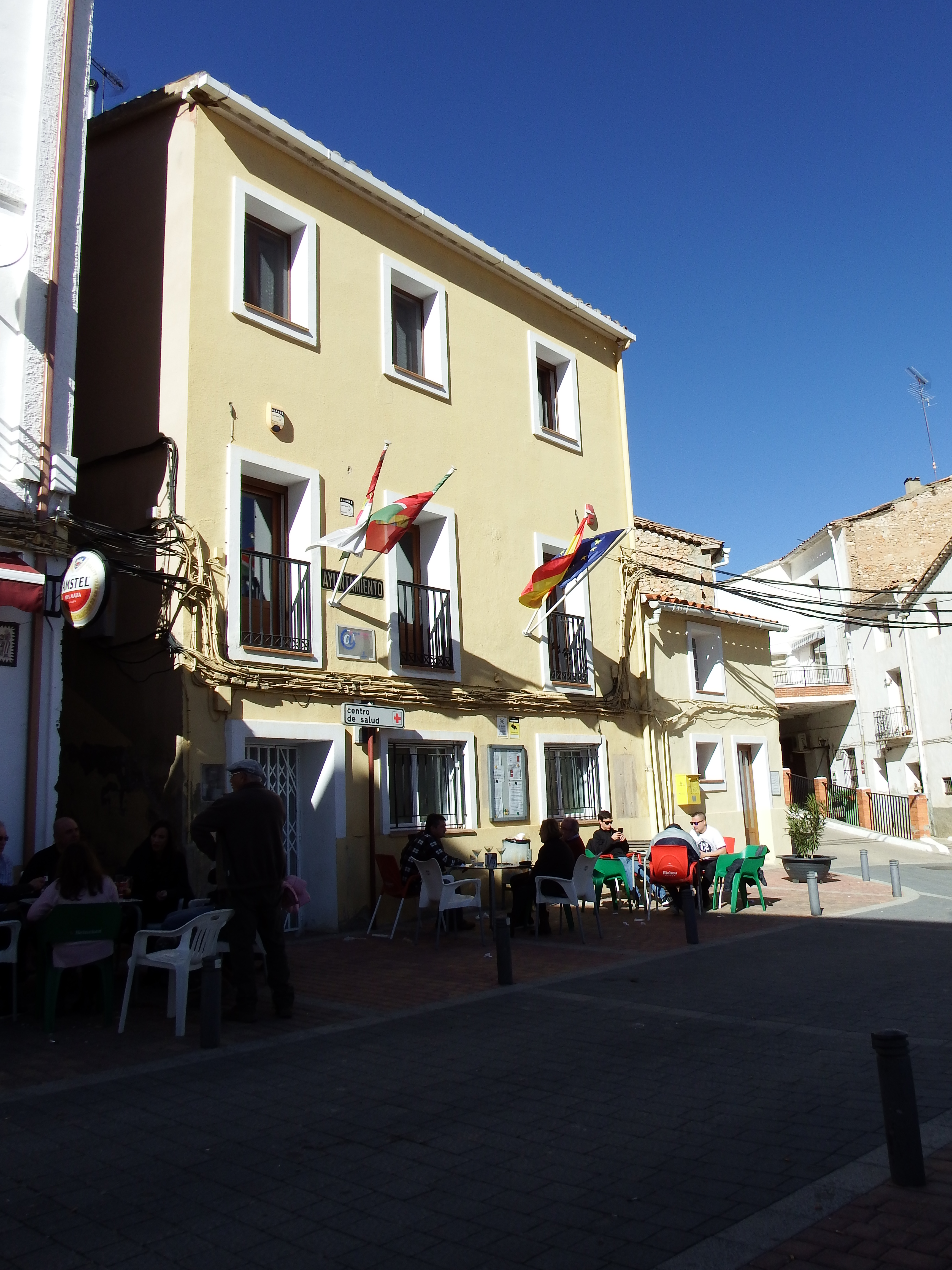
Rathaus